# Lucas Lund
Lucas Lund Pedersen (* 19. März 2000 inb Bruunshåb) ist ein dänischer Fußballtorwart. Er spielt für seinen Jugendverein Viborg FF und war Juniorennationaltorhüter Dänemarks.

## Karriere

### Verein
Lucas Lund spielt seit der U12 für Viborg FF und erhielt im September 2020 einen bis 2023 laufenden Vertrag. Bereits ein Jahr vorher gab er sein Profidebüt, als er am 26. Juli 2019 im Alter von 19 Jahren beim 3:0-Sieg gegen den FC Roskilde in der 1. Division zum Einsatz kam. Lund war zunächst Stammtorwart, ehe er sich im August 2019 einen Kreuzbandriss zuzog und ein Jahr kein Spiel mehr absolvieren konnte. Am 12. Februar 2021 kam er im Ligaspiel gegen den FC Fredericia, welches Viborg FF vor eigenem Publikum mit 4:0 gewann, zu seinem ersten Einsatz seit seiner verletzungsbedingten Pause. In der Folge erkämpfte sich Lucas Lund seinen Stammplatz zurück und stieg mit Viborg FF in die Superligæn auf.

### Nationalmannschaft
Lucas Lund absolvierte im Jahr 2017 ein Spiel für die dänische U17-Nationalmannschaft und im Jahr 2018 ebenfalls einen einzigen Einsatz für die U18-Junioren. Von 2018 bis 2019 lief er in drei Partien für die dänische U19-Nationalelf auf. Im Jahr 2021 spielte Lund in einem Spiel für die U20-Nationalelf Dänemarks. Am 3. September 2021 gab er in einem Freundschaftsspiel gegen Griechenland sein Debüt für die dänische U21-Nationalmannschaft.